# 婉子内親王
婉子内親王（えんしないしんのう）は、醍醐天皇第7皇女。賀茂斎院。母は更衣・藤原鮮子（藤原連永の娘）。朱雀天皇、村上天皇らの異母姉で、同母姉兄に恭子内親王（賀茂斎院）、代明親王。三品。
延喜8年（908年）内親王宣下を受ける。承平元年12月25日（932年2月9日）、28歳で斎院に卜定（伊勢斎宮雅子内親王も同日卜定）。35年在位ののち康保4年（967年）5月、村上天皇が崩御したことにより退下した。婉子内親王が斎院となったのは父母ともに没した後であり、その在位は選子内親王に次いで2番目に長い。その後出家し安和2年（969年）9月11日に66歳で薨去した。